# Литовско-шведские отношения
Лито́вско-шве́дские отношения — двусторонние отношения между Литвой и Швецией. Литва имеет своё посольство в Стокгольме, а Швеция — в Вильнюсе.

## История
В 2001 году, президент Литвы Валдас Адамкус посетил Стокгольм, чтобы обсудить интеграцию Литвы в Европейском Союзе и дальнейшее сотрудничество двух государств.
В феврале 2009 года, премьер-министр Литвы Андрюс Кубилюс встретился с премьер-министром Швеции Ф. Рейнфельдтом в Стокгольме. Премьер-министры обсудили энергетические проекты Литвы и Балтии, ситуацию на финансовых рынках Литвы, Швеции, Европе и мира. Шведский премьер-министр также подтвердил, что шведское правительство было сильно заинтересовано в стабильности Литвы и балтийских стран и собирался продолжать поощрять долгосрочные инвестиции шведских банков в экономику Литвы.
В июле 2009 года президент Литвы Даля Грибаускайте совершила свою первую поездку в Швецию. Она встретилась с премьер-министром Швеции Рейнфельдтом, а также руководителями шведских банков SEB и Swedbank, чтобы обсудить экономическую ситуацию в Литве.

## Соглашения
В 1991 году две страны подписали торговое соглашение.
В январе 2000 года две страны подписали соглашение по повышению безопасности на атомных станциях. В марте того же года две страны подписали ядерной безопасности соглашение о сотрудничестве.
В 2005 году две страны вместе с Россией подписали соглашение об исключительных экономических зонах в Балтийском море, континентальном шельфе. Новая граница пройдёт примерно в 1,5 км от коротком демаркационной линии в соответствии с соглашением между СССР и Швецией 1988 года.

## Сотрудничество
Шведская торговая палата в Литве была начата как Swedenhouse в 2001 году и была преобразована в торгово-промышленную палату в 2005 году.
В 2007 году Литовская энергетическая компания «Lietuvos Energija» и шведская «Svenska Kraftnat» объявили, что они рассматривают вопрос о возможной связи двух стран в области энергетики.